# 彝语南部方言
彝语南部方言，又称尼苏语，是彝语的一种方言，主要分布在云南省南部，使用人数达50万。操这种方言的人多自称“尼苏”/ni55su33/、“聂苏泼”/ȵḛ33su55pʰo31/或“纳苏泼”/na̰33su55pʰo31/。分布范围北至晋宁县，东至开远市、蒙自市，西至双柏县、普洱市，南至江城县、金平县，还延伸到越南、老挝的邻近地区。

## 划分
彝语南部方言内部差别不大，不同土语之间能在一定程度上互相通话。

### 《彝语简志》和朱文旭的划分
《彝语简志》将南部方言分为三个土语。朱文旭（2005）进一步分出多个次土语。
- 东部土语（石屏土语），《简志》称石建土语：10万人使用
  - 个旧次土语：分布在蒙自市、个旧市、开远市、屏边县。
  - 石屏次土语：分布在石屏县、建水县、通海县杞麓湖。
- 西北部土语（峨山土语），《简志》称峨新土语：20万人使用，分布在峨山彝族自治县、新平彝族傣族自治县、江川县、通海县河西镇、玉溪市、易门县和昆明的部分地区。自称“纳苏”，但是和彝语东部方言的纳苏不能通话。
- 西南部土语（元阳土语），《简志》称元金土语，旧的ISO 639-3编码是yym：20多万人使用
  - 元阳次土语：分布在元阳县、金平县等。
  - 墨江次土语：分布在墨江县、元江县、思茅区、江城县、宁洱县、红河县等。

### 世界少数民族语文研究院的划分
- 东尼苏语，相当于朱文旭的东部土语
- 北尼苏语，相当于朱文旭的西北部土语
- 南尼苏语：21万人使用，分布在元阳县、金平县、红河县、绿春县东部、石屏县南部、元江县东南部。
- 西南尼苏语：1万5000人使用，分布在墨江县、江城县、思茅区、宁洱县、绿春县西部。
- 西北尼苏语：2万4000人使用，分布在西部方言西部的漾濞、云龙、永平三县，其他划分方案没有包括。

### 范秀琳的划分
- 北部
  - 中北：即东尼苏语和西南尼苏语
  - 西北，即北尼苏语，相当于朱文旭的西北部土语
- 南部，即南尼苏语

## 语音
南部方言的特点是：声母数量比北部方言和东部方言少，没有鼻冠浊辅音和清鼻辅音；松紧元音对应整齐。下面具体介绍新平音系。

### 声母
声母有35个。但是齿龈音和腭化齿龈音并不对立。
|        |          | 唇音   | 齿龈音 | 卷舌音   | 腭化齿龈音 | 软腭音 | 喉音   |
| ------ | -------- | ------ | ------ | -------- | ---------- | ------ | ------ |
| 塞音   | 清不送气 | b /p/  | d /t/  |          |            | g /k/  |        |
| 塞音   | 清送气   | p /pʰ/ | t /tʰ/ |          |            | k /kʰ/ |        |
| 塞音   | 浊       | bb /b/ | dd /d/ |          |            | gg /ɡ/ |        |
| 塞擦音 | 清不送气 |        | z /ʦ/  | zh /t͡ʂ/  | j /ʨ/      |        |        |
| 塞擦音 | 清送气   |        | c /ʦʰ/ | ch /t͡ʂʰ/ | q /ʨʰ/     |        |        |
| 塞擦音 | 浊       |        | zz /ʣ/ | rr /d͡ʐ/  | jj /ʥ/     |        |        |
| 擦音   | 清       | f /f/  | s /s/  | sh /ʂ/   | x /ɕ/      | h /x/  | hx /h/ |
| 擦音   | 浊       | v /v/  | ss /z/ | r /ʐ/    | y /ʑ/      | w /ɣ/  |        |
| 鼻音   | 浊       | m /m/  | n /n/  |          | ny /ȵ/     | ng /ŋ/ |        |
| 边音   | 清       |        | hl /l̥/ |          |            |        |        |
| 边音   | 浊       |        | l /l/  |          |            |        |        |

### 韵母
韵母有18个，都是由一个单元音构成。下表列出9个松元音，还有9个相应的紧元音。
|      | 舌尖元音 | 前元音 | 后元音   |
| ---- | -------- | ------ | -------- |
| 闭   | /ɿ/      | /i/    | /ɯ/，/u/ |
| 半闭 |          | /e/    | /ɤ/，/o/ |
| 半开 |          | /ɛ/    |          |
| 开   |          | /a/    |          |

其中舌尖元音/ɿ/类似于普通话“四”的韵母。

### 声调
有3个声调。
- 高平调（55˥）
- 中平调（33˧）
- 低降调（31˧˩）

紧元音不能出现在高平调音节里。

## 文字
南部方言有传统文字，字形简练，笔画流畅。明清临安府（今建水县）实行过彝文会考制度，使用的正是这种彝文。